# Objeción de conciencia
La objeción de conciencia es la negativa a acatar órdenes, leyes o a realizar actos o servicios invocando motivos éticos o religiosos.
Desde una ética racional que considera que el individuo debe responder en primer lugar al tribunal de la propia conciencia, la objeción de conciencia se define como un derecho subjetivo a resistir los mandatos de la autoridad cuando contradicen los propios principios morales.
De alguna manera, entronca con otras figuras de desobediencia al derecho, especialmente con la desobediencia civil y, de manera aún más alta, con el denominado derecho de resistencia a la opresión, proclamado en la Declaración de Derechos del Hombre y del Ciudadano al inicio de la Revolución francesa (1789).
La objeción de conciencia es un derecho que tiene que ver con las convicciones íntimas de una persona, ya sean morales o religiosas, que lo habilita a abstenerse de realizar determinados actos que tiene profunda justificación en los tratados internacionales de derechos humanos. Generalmente se alude a este derecho relacionándolo con la libertad de conciencia y de religión (Convención Americana sobre Derechos Humanos, art. 12; Pacto Internacional de Derechos Civiles y Políticos, art. 18) y también está reconocida como parte de la libertad de pensamiento (Comisión de Derechos Humanos de Naciones Unidas, Resolución 46 de 1987).
En principio, puede plantearse ante cualquier tipo de mandato que se derive del ordenamiento jurídico, como normas médicas u obligaciones tributarias. El supuesto más destacado, no obstante, es la objeción de conciencia al servicio militar. La objeción, por tanto, entra en juego cuando se da un choque —a veces dramático— entre la norma legal que obliga un hacer y la norma ética o moral que se opone a esa actuación. En caso así, el objetor de conciencia, se decanta por el no a la ley, atendiendo a lo que considera un deber de conciencia.

## Servicio militar
La objeción de conciencia al servicio militar es el rechazo a la realización del servicio militar, obligatorio en muchos países, por razones éticas o religiosas. Para muchas personas es un derecho que deriva de la libertad de pensamiento, conciencia y religión, recogida en el artículo 18 de la Declaración Universal de los Derechos Humanos. 
Muchos Estados recogen esta posibilidad en sus ordenamientos. El trámite para declararse objetor de conciencia suele consistir en escribir una carta con las razones que llevan al individuo a negarse a hacer el servicio militar y entregarla a alguna autoridad pertinente, como el Ministerio de Defensa.
Es ejercido principalmente por antimilitaristas, personas que se oponen a cualquier tipo de fuerzas armadas, además de testigos de Jehová, menonitas y unitaristas, entre otros.

## La objeción en diferentes países
Sólo algunos ordenamientos reconocen un derecho a la objeción de conciencia, generalmente en relación con el servicio militar y algunas leyes referidas a la libertad religiosa.

### En Estados Unidos
En 1935 Billy y Lilian Gobitas, dos niños testigos de Jehová, fueron expulsados de su escuela en Minersville (Pensilvania) debido a negarse a saludar a la bandera de su país, ya que de acuerdo a sus creencias aquello constituía un acto de idolatría (Éxodo). Después de una serie de juicios, en los cuales se falló a favor y luego en contra, finalmente la Corte Suprema de Estados Unidos reconsideró dichos estudiantes estaban en su derecho de ejercer su libre expresión y libertad de culto amparados por la Primera Enmienda de la Constitución de su país al expresar sus convicciones religiosas, las cuales incluirían el negarse a cualquier forma de veneración a algún símbolo de unidad nacional. Las declaraciones de los hermanos Gobitas se encuentran registradas en la Biblioteca del Congreso de Estados Unidos.
En 1964 el famoso boxeador Muhammad Ali se unió a Nación del Islam y en 1967, tres años después de haber sido uno de los Campeones del Mundo de Boxeo peso pesado se vio envuelto en problemas por no querer alistarse en las Fuerzas Armadas de los Estados Unidos basándose en sus creencias religiosas y su rechazo a la guerra de Vietnam. Aunque en 1964 no calificó para enrolarse en el ejército por deficiente lectura y escritura, una nueva revisión de las pruebas lo reclasificó como apto para el servicio por lo que se declaró objetor de conciencia lo que ocasionó que fuera arrestado después de tres llamados. Por su evasión fue acusado de traición y condenado a pasar cinco años en prisión y a pagar una multa de $ 10,000.00; también se le despojó del título de boxeo y su licencia para boxear fue suspendida. Después de ser hallado culpable y pasar por un Tribunal de apelación, Alí apeló su caso a la Corte Suprema de los Estados Unidos y finalmente ganó. Su caso fue conocido como Clay v. United States.

### En España
El derecho a la objeción de conciencia viene recogido en la Constitución, aunque en referencia exclusiva al servicio militar, el único caso reconocido:

La ley fijará las obligaciones militares de los españoles y regulará, con las debidas garantías, la objeción de conciencia, así como las demás causas de exención del servicio militar obligatorio, pudiendo imponer, en su caso, una prestación social sustitutoria.
Constitución Española, Artículo 30.2

Aun así, en la práctica, el Tribunal Constitucional admite la objeción de conciencia como un derecho de los ciudadanos. De esa forma ante la obligación de acatar una norma que, desde el punto de vista del sujeto forzado, sea inmoral, este es capaz de solicitar amparo al máximo órgano constitucional. El ejemplo más importante lo representa la Semana Trágica de 1909.
Durante los siglos XIX y principios del XX la lucha contra el servicio militar fue liderada por los movimientos republicanos y anarquistas, en un contexto de rechazo social a las aventuras coloniales en Cuba y Marruecos.
Los primeros objetores de conciencia aparecen relacionados con el pacifismo de los Testigos de Jehová. Según el Círculo Europeo de Antiguos Deportados e Internados Testigos de Jehová, uno de los primeros objetores de conciencia declarados en España fue Antonio Gargallo Mejía, testigo de Jehová español que fue ejecutado durante la guerra civil tras rehusar ingresar en el ejército franquista. Fue fusilado en Jaca en agosto de 1937 por los sublevados debido a su negativa a incorporarse a filas. Otros fueron el barcelonés Ramón Serrano y el oscense Nemesio Orús.
Durante la postguerra, en 1958, el testigo de Jehová Jesús Martín Nohales pasó seis años en prisión condenado por un delito de desobediencia. Los objetores de conciencia, en su gran mayoría testigos de Jehová, cumplían una condena tras otra, pues tras la primera se les volvía a juzgar por el mismo delito y recibían una nueva pena. La amnistía de 1977 puso en libertad a 220 objetores de conciencia.
Desde la aprobación de la Ley 17/1999 y la licencia de los últimos reclutas el 31 de diciembre de 2001, el ejército español se compone íntegramente de soldados profesionales. La objeción de conciencia, aunque prácticamente olvidada desde la profesionalización del ejército, fue durante mucho tiempo una fuente importante de conflicto social entre la juventud; lo que se vio reflejado en los programas políticos de muchos partidos durante los 20 años de democracia antes de su abolición

### En Israel
El Estado de Israel no reconoce el derecho a la objeción de conciencia por motivos políticos, y exime de realizar el servicio militar a la población de origen árabe o que demuestren problemas de salud. 
En 2002, durante la Segunda Intifada, se creó la organización Ometz Lesarev ("coraje para negarse" en hebreo) para negarse a participar en las actividades militares del Ejército, y 2 años después se publicó una misiva por un grupo de los miembros de la Unidad 8200, perteneciente a la Inteligencia Militar del país, en la que declararon negarse a servir en los Territorios Ocupados.
En 2017, 63 jóvenes enviaron una carta al primer ministro Benjamín Netanyahu para declarar su rechazo a cumplir el servicio militar obligatorio a causa de la ocupación de Palestina.El caso coincidió con la puesta en libertad de Natan Blanc, joven israelí que fue detenido 10 veces y por 175 días en una cárcel militar por negarse a servir en el ejército.
Tras los eventos del 7 de octubre del 2023, en diciembre de ese mismo año Tal Mitnick, de 18 años, fue encarcelado por negarse a hacer el servicio militar en protesta por la guerra contra Gaza.

### En México

#### A nivel nacional
En febrero de 2009, la Norma Oficial Mexicana 046-SSA2-2005 Violencia familiar, sexual y contra las mujeres. Criterios para la prevención y atención, popularmente conocida solo como NOM046, estableció que «en caso de violación, las instituciones prestadoras de servicios de atención médica deberán, de acuerdo a la Norma Oficial Mexicana aplicable, ofrecer de inmediato y hasta en un plazo de 120 horas después de ocurrido el evento, la anticoncepción de emergencia, previa información completa sobre la utilización de este método, a fin de que la persona tome una decisión libre e informada», lo cual implica la realización obligatoria del aborto inducido, por lo que el personal médico no podría acogerse a la libertad de conciencia. De lo contrario, se atendrían a sanciones de tipo administrativo.

En 2018, se publicó un decreto que agrega el artículo 10 Bis a la Ley General de Salud, en la que se estableció que:
El personal médico y de enfermería que forme parte del Sistema Nacional de Salud, podrán ejercer la objeción de conciencia y excusarse de participar en la prestación de servicios que establece esta Ley. Cuando se ponga en riesgo la vida del paciente o se trate de una urgencia médica, no podrá invocarse la objeción de conciencia, en caso contrario se incurrirá en la causal de responsabilidad profesional. El ejercicio de la objeción de conciencia no derivará en ningún tipo de discriminación laboral.
El 13 de septiembre del 2021, La Suprema Corte de Justicia de la Nación inició el análisis de la objeción de conciencia del personal médico y enfermería en relación a la protección de salud. Durante la sesión, se reconoció como constitucional el derecho a la objeción de conciencia médica de manera individual y con la obligación que el Estado garantice la protección de la salud de los pacientes. El fallo ocurrió una semana después de que la SCJN declaró inconstitucional la penalización del aborto. El 21 de diciembre del mismo año, la SCJN realizó una sentencia en la que declaró como inconstitucional dicho artículo al transgredir el derecho de seguridad jurídica y los principios de legalidad y supremacía constitucional.

#### A nivel estatal
La objeción de conciencia está regulada en tres entidades: Ciudad de México, el estado de Jalisco y el estado de Morelos. 
En abril del 2007, el jefe de Gobierno de la Ciudad de México, Marcelo Ebrard, hizo declaraciones respecto a que los trabajadores del sistema de salud de la entidad dependientes de su gobierno deberían acatar las disposiciones en cuestión del aborto, bajo pena de perder su empleo, y que no podían acogerse al argumento de objeción de conciencia para no realizarlo, ya que esa objeción no podía aplicarse en esos casos, pues quienes son profesionales de la salud son servidores públicos y están «obligados a acatar las disposiciones», ya que «el aborto es un derecho». De igual forma, Leticia Bonifaz Alfonzo, consejera jurídica del Distrito Federal, dijo que los médicos debían justificar su postura, ya que en México la objeción de conciencia estaba poco desarrollada. Sin embargo, a la fecha, en esa entidad la Ley de Salud señala, en su artículo 59, el derecho del personal médico a negarse a practicar la interrupción de un embarazo cuando sus creencias religiosas o personales sean contrarias a dicho procedimiento, y el personal médico tiene la obligación de referir a la mujer con otro médico que no sea objetor de conciencia.
En la entidad jalisciense, el artículo 18 ter de la Ley de Salud otorga el derecho a todos los servidores públicos participantes del sistema estatal de salud de no participar en ninguna clase de procedimiento médico que contravenga su libertad de conciencia con base en sus valores, principios éticos o creencias religiosas. Este derecho no podrá hacerse valer si la decisión implica poner en riesgo la salud o vida del paciente.
La Ley de Salud del Estado de Morelos declara, en el artículo 12 Bis, que el personal médico y de enfermería que forma parte del Sistema Estatal de Salud podrá ejercer la objeción de conciencia para excusarse de prestar servicios establecidos en esa ley. Entre los casos donde aplica esta excepción son la ortotanasia, investigación en seres humanos, la disposición de órganos, tejidos o componentes humanos, el aborto voluntario, la eugenesia o perfeccionamiento genético del ser humano, y en general todo procedimiento que no esté basado en evidencia y signifique un riesgo para la vida e integridad del paciente.

### En Uruguay
En Uruguay, se aplica la objeción de conciencia para aquellos médicos que, por cualquier motivo, rechazan la práctica del aborto. La Ley Nº 18.987 (enlace roto disponible en Internet Archive; véase el historial, la primera versión y la última). del 22 de octubre de 2012, que legalizó la interrupción voluntaria del embarazo en Uruguay, señala que los ginecólogos y el personal de salud que tengan objeciones de conciencia para intervenir en los procedimientos pueden expresarlo, quedando exentos de realizar esta práctica. Sin embargo, si la gestación pone en grave riesgo la vida de la mujer, deben intentar salvar al feto, pero siempre priorizando la vida y la salud de la gestante.